# For the Term of Their Unnatural Lives
For the Term of Their Unnatural Lives is het eerste verzamelalbum van de Australische punkband Frenzal Rhomb. Het album werd uitgegeven in 2004 op cd via How Much Did I Fucking Pay for This? Records, het platenlabel van de band zelf.
Het verzamelalbum bevat onder andere nummers die eerder zijn verschenen op compilatiealbums, singles en andere albums. Het bevat ook een alternatieve versie van het nummer "We Built This City" en het niet eerder uitgegeven nummer "Gambling, Vomit, Sleeping in the Bin" dat is opgenomen tijdens de opnamesessies voor A Man's Not a Camel. Het album bevat tevens digitaal opnieuw bewerkte versies van de nummers op de ep Dick Sandwich en het debuutalbum Coughing Up a Storm.

## Nummers
| 1. "Richer Than You" - 2:12 2. "Roger" - 2:03 3. "You're OK" - 1:50 4. "Million" - 1:52 5. "Chemotherapy" - 3:38 6. "Home and Away" - 1:04 7. "Who Can You Trust?" - 3:30 8. "Genius" - 2:58 9. "Fraud" - 2:33 10. "Run" - 3:10 11. "Get Off" - 2:40 12. "Hate" - 0:56 13. "Suburban Male" - 2:37 14. "Don't Speak" - 2:08 15. "Sick and Tired" - 2:09 16. "Dugadugabowbow" - 2:31 | 1. "No Thought" - 2:23 2. "4 Litres" - 2:07 3. "Cones" - 2:51 4. "Kaan Kaant" - 2:16 5. "Fuck the System" - 1:47 6. "Can't Trust a Redneck" - 2:19 7. "Phil" - 2:32 8. "Why Aren't You Dead" - 2:44 9. "Bag O'Bux" - 3:21 10. "Bronze For 'Straya" - 0:19 11. "Dr Lindemans Family Adventure Theme Park World" - 2:17 12. "We Built This City" - 4:45 13. "Baby Won't You Hold Me in Your Arm" - 1:06 14. "It Might As Well Be Dunkeld" - 2:01 15. "When the People Speak" - 2:59 16. "Gambling, Vomit, Sleeping in the Bin" - 2:48 |